# Гусарщина
Гуса́рщина — село в Україні, в Охтирському районі Сумської області. Населення становить 119 осіб. Входить до складу Комишанської сільської громади.

## Географія
Село Гусарщина примикає до села Карпилівка. На відстані до 2-х км розташовані села Миколаївка, Воронівщина (Полтавська область) і Матяші (Полтавська область). Поруч проходить автомобільна дорога Т 1705.

## Історія
12 червня 2020 року, відповідно до розпорядження Кабінету Міністрів України № 723-р «Про визначення адміністративних центрів та затвердження територій територіальних громад Сумської області», село увійшло до складу Комишанської сільської громади.
19 липня 2020 року, в результаті адміністративно-територіальної реформи та ліквідації Охтирського району(1923-2020), село увійшло до складу новоутвореного Охтирського району.

## Відомі особистості
В поселенні народився:
- Деркач Юрій Олексійович (1997—2017) — український вояк, учасник російсько-української війни (2014—2019).